# Consulta nacional de Venezuela de 2020
La consulta nacional de Venezuela de 2020 fue una consulta popular convocada por la Asamblea Nacional y el gobierno interino de Juan Guaidó entre el 7 y 12 de diciembre como respuesta y rechazo a las elecciones parlamentarias del mismo año. Los requisitos para participar eran: ser venezolano, poseer cédula de identidad o pasaporte vigentes o vencidos y tener la mayoría de edad.

## Antecedentes
Existiendo el entorpecimiento por parte del poder Ejecutivo venezolano para la libre actuación del poder Legislativo desde su primer año en el 2016 que mantuvo a la  Asamblea Nacional en un limbo jurídico sin presupuesto, sin medios informativo oficial y sin seguridad nacional, cuando en 2020 le tocaba seleccionar la nueva directiva del Consejo Nacional Electoral según la constitución, la atribución fue usurpada a través del Tribunal Supremo de Justicia.[cita requerida]
El 5 de junio de 2020, fue declarado a la Asamblea nacional en omisión inconstitucional, algo inédito en la historia republicana. Bajo ese pretexto jurídico el TSJ eligió a la directiva del Consejo nacional Electoral, omitiendo la selección de acuerdo a lo que manda la constitución, que se cumpla con la aprobación de las dos terceras parte del voto de los diputados presentes, desde ese momento se cometió un acto irregular fuera de la constitución. Posteriormente el TSJ interviene la directiva de varios partidos políticos entre los principales Primero Justicia y Acción Democrática el 17 de junio de 2020 y nombra en la directiva a personas expulsadas por el partido sin ningún tipo de selección, lo mismo ocurre con el partido Voluntad Popular que es intervenido el 7 de julio de 2020
El 2 de agosto de 2020, los partidos políticos que conforman la coalición de la Mesa de la Unidad Democrática acordaron unánimemente no participar en las elecciones parlamentarias de ese año, informando sobre la decisión mediante un comunicado, expresando no estar dispuestos a participar en unos comicios con probabilidad de ser fraudulentos y en el que se han denunciado irregularidades y haciendo un llamado a la comunidad internacional a desconocer los resultados del proceso. El comunicado fue firmado por 27 partidos en los que se encuentran todas las bancadas que tienen diputado en la Asamblea Nacional y dos partidos de representación indígena. Posteriormente, los políticos opositores Henrique Capriles y Stalin González, hicieron un llamado a participar en las elecciones. Como respuesta, Juan Guaidó convocó a un Pacto Unitario junto a los dirigentes de 37 partidos políticos, reiterando “no participar en el fraude del régimen y convocar una consulta popular en Venezuela”. Después de haberse reunido con Guaidó, la líder del partido Vente Venezuela, María Corina Machado, rechazó la propuesta de una consulta, criticó la incapacidad de Guaidó por sacar a Maduro del poder, y destacó la importancia de una opción militar. Elliott Abrams, enviado especial de Estados Unidos para Venezuela, catalogó como "surrealista" la propuesta de Machado.
En octubre, el gobierno de Juan Guaidó anunció que la consulta tendría lugar entre el 5 y el 12 de diciembre y se le preguntaría a los votantes, entre otras cosas, si apoyan “todos los mecanismos de presión nacional e internacional para que, en el marco de la Constitución, se realicen elecciones presidenciales y parlamentarias libres, justas y verificables”; también se consultará si rechazan o no las elecciones legislativas convocadas para el 6 de diciembre, “o para cualquier otra fecha, mientras no existan condiciones para elecciones libres”. La oposición fijó el 12 de diciembre para la votación presencial, pero se podrá votar de manera virtual con una semana de antelación. Juan Pablo Guanipa, vicepresidente de la Asamblea Nacional, declaró que entre esas fecha estará habilitada una plataforma digital para quien deseé participar a distancia, que “se está estableciendo un mecanismo para garantizar la identidad de la gente”.
El 19 de noviembre la Asamblea Nacional aprobó las tres preguntas definitivas para la consulta.
El proceso fue programado para ejecutarse la fase de participación digital entre el lunes 7 de diciembre hasta el sábado 12 de diciembre,  y se eligió únicamente el día sábado 12 de diciembre como la fase de participación presencial

## Comité organizador
La Asamblea Nacional designó el 13 de octubre el comité organizador de la consulta en sesión ordinaria. Sus integrantes son: Blanca Rosa Mármol de León, Carolina Jaimes, Isabel Pereira, Estefanía Cervó, Horacio Medina, y Enrique Colmenares.

## Preguntas
1. ¿Exige usted el cese de la usurpación de la presidencia de parte de Nicolás Maduro y convoca la realización de elecciones presidenciales y parlamentarias libres, justas y verificables?
2. ¿Rechaza usted el evento del 6 de diciembre organizado por el régimen de Nicolás Maduro y solicita a la comunidad internacional su desconocimiento?
3. ¿Ordena usted adelantar las gestiones necesarias ante la comunidad internacional para activar la cooperación, acompañamiento y asistencia que permitan rescatar nuestra democracia, atender la crisis humanitaria y proteger al pueblo de los crímenes de lesa humanidad?

## Métodos
Los organizadores de la consulta habilitaron tres métodos para participar: a través de la plataforma en línea, mediante la aplicación de teléfono móvil Voatz y a través de la aplicación de mensajería Telegram mediante un bot.

## Dificultades
La principal dificultad que existió fue vencer el miedo a participar y la desconfianza de lograr algún objetivo por causa de la persecución y el acoso a los ciudadanos, luego de haber sido intervenido los diferentes partidos políticos incluso adeptos al gobierno como el caso del partido  Tupamaro, ocurrida el 18 de agosto de 2020 Dos personas fueron detenidas en el estado Zulia por transportar panfletos de la consulta popular, acusándolos de asociación para delinquir un día antes del evento principal del 12 de diciembre.
En diferentes puntos donde se realizaría el proceso de consulta se presentaron diferentes tipos de dificultades para obstaculizar el desarrollo de la consulta por parte del partido de gobierno y las entidades policiales siendo amenazados con cárcel aquellos organizadores en sus toldas de votación, en otras ocasiones fueron agredidos por parte de los colectivos armados. En el estado Zulia colectivos armados se apoderaron de las cajas que contenían las boletas de respuestas a las preguntas de la consulta.

## Resultados
Según la oposición organizadora, tomaron parte más de seis millones cuatrocientos mil venezolanos (31 % del padrón electoral). El 14 de diciembre, Enrique Colmenares, miembro del comité organizador la participación digital fue de 2.412.354 y la presencial en Venezuela de 3.209.714. La participación en la consulta no fue constatada por observadores. Tampoco se sabe cuánta gente votó en contra o a favor de cada una de las tres preguntas planteadas. Sin embargo, el hecho de que se podía votar tanto presencial como electrónicamente generó dudas por la ausencia de una verificación.
Enrique Colmenares Finol fue el encargado de dar las cifras, acompañado de todos los miembros del comité organizador opositor, a las 10:15 de la noche del 12 de diciembre. Juan Guaidó expresó "La participación que faltó el 6 de diciembre, hoy sobra". También agradeció al comité organizador así como a los miles de voluntarios "Reconocemos la audacia del comité organizador, del comité operativo, de los partidos políticos en Unidad para descifrar el momento político en medio de una pandemia". Hubo una mayor presencia de personas en los centros de votación con respecto a la votación del 6 de diciembre.
En la consulta se mantendría el secreto del voto y los resultados serían destruidos para evitar la experiencia ocurrida en el referéndum revocatorio de 2004 y para evitar que la información fuera usada en contra de los votantes como ocurrió con la Lista Tascón, un listado que señaló a miles de opositores y les apartó de las ayudas estatales, becas, empleos públicos y subvenciones. La data fue encriptada y protegida en servidores en el exterior del país.